# Берёзовичи (Брянская область)
Берёзовичи — деревня в Жирятинском районе Брянской области, в составе Морачёвского сельского поселения. 
 Расположена в 3 км к северу от села Княвичи. Постоянное население с 2007 года отсутствует.

## История
Возникла не позднее XVI века; упоминается с начала XVII века как село с храмом Димитрия Солунского (не сохранился). Бывшее владение Вепрейских, Казёлкиных, Небольсиных, Безобразовых, Коровкевичей и других помещиков.
В XVII—XVIII вв. село Берёзовичи входило в состав Подгородного стана Брянского уезда; с 1861 по 1924 год в Княвицкой волости Брянского (с 1921 — Бежицкого) уезда. В 1900 году была открыта церковно-приходская школа.
С 1924 года в Жирятинской волости, Жирятинском районе (с 1929), при временном расформировании которого входило в Брянский (1932—1939), Жуковский (1957—1985) район. С 1920-х гг. до 1954 года и в 1985—2005 гг. входило в Княвичский сельсовет; в 1954—1985 гг. — в Морачёвский сельсовет.
До 1970 года разделялась на Нижние Берёзовичи (село) и Верхние Берёзовичи (деревня, к северо-востоку от села).